# Чхве Йон Іль
Чхве Йон Іль (кор. 최영일, нар. 25 квітня 1966, Намхе) — південнокорейський футболіст, що грав на позиції захисника, зокрема за «Хьонде Хорані» та національну збірну Південної Кореї.

## Клубна кар'єра
Народився 25 квітня 1966 року в місті Намхе. Займався футболом за університетську команду Університету Донг-А.
1989 року прийняв пропозицію продовжити виступи на футбольному полі на професійному рівні і уклав контракт з командою «Хьонде Хорані», в якій провів сім сезонів. 
Згодом протягом 1996–1999 років грав за «Ульсан Хьонде», «Деу Ройялс» та китайський «Ляонін Хувін».
Завершував ігрову кар'єру у команді «Ел Джі Чітас», за яку виступав протягом 1999—2000 років.

## Виступи за збірну
1994 року дебютував в офіційних матчах у складі національної збірної Південної Кореї.
У складі збірної був учасником двох чемпіонатів світу з футболу — 1994 року в США та  1998 року у Франції.
Загалом протягом кар'єри в національній команді, яка тривала 5 років, провів у її формі 55 матчів.